# 유비 (배우)
유비(1990년 6월 13일~)은 대한민국의 남자 배우이다.

## 출연작

### 드라마
- 2020년 네이버TV 《인서울2》 - 변진수 역
- 2019년 tvN 《싸이코패스 다이어리》 - 서지훈 역
- 2019년 OCN 《프리스트》 - 정용필 역